# 강적들
《강적들》은 KBS 2TV에서 2008년 4월 14일부터 2008년 6월 3일까지 방영된 KBS 월화 미니시리즈로, 청와대 경호실을 배경으로 하고 있다.
이 드라마는 MBC 《이산》으로 인해 시청률은 그다지 높지 않왔지만 매니아층을 형성했다. 또한 당초 김종학프로덕션이 크랭크인까지 했다가 제작비가 맞지 않는다는 이유로 제작을 포기하여 KBS 미디어로 제작사가 변경됐으며, 이 과정에서 “《태왕사신기》 제작 후유증”이란 지적도 있었다.

## 등장 인물
- 채림 - 차영진 역
- 이진욱 - 강수호 역 (아역 김주영) - 꽃님의 친부
- 이종혁 - 유관필 역 - 꽃님의 양부
- 임현식 - 차일상 역
- 오광록 - 차광수 역
- 김시후 - 차영구 역
- 김혜옥 - 오미자 역
- 이덕화 - 강민국 역
- 이경진 - 신옥희 역
- 신은정 - 강수련 역
- 김광영 - 박진구 역
- 최자혜 - 정유민 역
- 마동석 - 표철호 역
- 고명환 - 김병욱 역
- 이건 - 남도우 역
- 박하선 - 서은영 역 - 꽃님의 모
- 김유정 - 유꽃님(강꽃님) 역 - 은영과 수호의 친딸 이자 관필의 양딸
- 이민희 - 강정은 역
- 장준호 - 경호팀장 역
- 정이안
- 이연두

## 참고 사항
- 해당 드라마의 외주제작사인 KBS 미디어는 이 작을 통해 처음으로 드라마(KBS 미니시리즈) 제작을 했으나 공주의 남자[2](수목), 직장의 신[3](월화), 구르미 그린 달빛[4](월화)을 제외하면 미니시리즈 부문에서 한자릿수 시청률로 극심한 부진을 면치 못했으며 완벽한 아내(월화)를 끝으로 드라마 사업팀을 자회사 몬스터유니온으로 이관했다.[5]